# L'homme Protée
L'homme Protée byl francouzský němý film z roku 1899. Režisérem byl Georges Méliès (1861–1938). Film byl dlouhý zhruba 39 metrů a premiéru měl na podzim roku 1899. Film je považován za ztracený. 
Do Spojených států se film dostal pod názvem The Lightning Change Artist. Ve dvouminutovém filmu ztvárnil 20 postav italský herec Leopoldo Fregoli. Jedná se o první film, ve kterém se hrála role Richarda Wagnera.